# The Spinto Band
The Spinto Band è un gruppo musicale indie rock statunitense, originario di Wilmington, Delaware. Il gruppo si è formato nel 1996 ed è composto dal cantante/chitarrista Nick Krill, accompagnato da Thomas Hughes al basso, Jeffrey Hobson alla batteria, Sam Hughes alle tastiere e Joey Hobson alla chitarra. Possiedono una propria etichetta discografica, Spintonic Recordings, per cui pubblicano i propri dischi.

## Discografia

### Albums
- Free Beer (1998), Spintonic Recordings - (as Free Beer)[1]
- 30 Songs To Ease the Soul (1998), Spintonic Recordings - (as Free Beer)[2]
- Our Mama, Jeffrey (1998), Spintonic Recordings - (as Free Beer)[3]
- The Analog Chronicles (1998), Spintonic Recordings - (as Free Beer)[4]
- Digital Summer (New Wave Techno Pop) (1999), Spintonic Recordings
- Roosevelt (2000), Spintonic Recordings
- Mersey & Reno (2001), Spintonic Recordings
- Nice and Nicely Done (2005), Bar/None Records
- Moonwink (2008), Park the Van Records
- Shy Pursuit (2012), Spintonic Recordings
- Cool Cocoon (2013), Spintonic Recordings

### Compilations
- Sam Raimi (2000) - Spintonic Recordings
- Strauss (2000) - Spintonic Recordings
- Straub (2000) - Spintonic Recordings
- Happy Naught Seven from The Spinto Band (2007)

### EPs
- The Spinto Band (EP) (2003) - Sleepglue Records
- Good Answer (2004) - Spintonic Recordings
- Slim and Slender (2009) - Park the Van Records

### Singoli
- "Oh Mandy" (CD) (2005) - Stolen Transmissions
- "Mountains/Brown Boxes" (7") (2005) - Radiate
- "Direct to Helmet" (CD, 7") (2006) - Radiate
- "Did I Tell You" (CD, 7") (2006) - Radiate - UK No. 55
- "Oh Mandy" (CD, 7") (2006) - Radiate - UK No. 54
- "Brown Boxes/Mountains" (promo CD only) (2006) - Radiate
- "Summer Grof" (7") (2008) - Fierce Panda Records
- "Franco Prussian" (7") (2008) - Park the Van Records
- "Vivian, Don't" (7") (2009) - Fierce Panda Records